# Arcidiecéze białystocká
Arcidiecéze białystocká (latinsky Archidioecesis Bialostocensis) je římskokatolická metropolitní arcidiecéze v Polsku, která je centrem Białystocké církevní provincie. Jejími sufragánními diecézemi jsou Diecéze drohiczynská a Diecéze lomžanská.

## Stručná historie
Po druhé světové válce byla arcidiecéze vilniuská rozdělena mezi Sovětský svaz a Polsko, a arcibiskup Romuald Jałbrzykowski přenesl sídlo biskupa, kapituly a semináře do polského Bělostoku, a sovětský režim diecézi zakazoval nazývat vilniuská, takže se již v této době nazývala białystocká. Papež Jan Pavel II. po pádu komunismu, dne 5. června 1991 , zřídil z poslkých území vilniuské arcidiecéze diecézi białystockou. V rámci reorganizace polské diecézní struktury o rok později papež vydal dne 25. března 1992 bulu Totus Tuus Poloniae populus, kterou diecézi białystockou povýšil na metropolitní arcidiecézi a vytvořil její církevní provincii.